# Hróarslækur
Hróarslækur – rzeka w południowej Islandii, lewy dopływ rzeki Ytri-Rangá. Wypływa na wysokości około 90–100 m n.p.m. z pola lawowego rozciągającego się na południowy zachód od wulkanu Hekla. Płynie w kierunku południowo-zachodnim. Uchodzi do Ytri-Rangá około 3 km na południe od miasta Hella i około 1 km na południe od wodospadu Ægissíðufoss.
Rzeka położona jest w całości na terenie gminy Rangárþing ytra.